# 10 avril en sport
10 mars 10 mai
Chronologies thématiques
- Croisades
- Ferroviaires
- Disney

Le 10 avril (100e jour de l'année ou 101e en cas d'année bissextile) en sport.

## Événements

### XIVesiècle
- 1349 :
  - (Joute nautique) : tournoi de joutes nautiques à Marseille.

### XVIIIesiècle
- 1750 :
  - (Boxe) : le boxeur anglais John « Jack » Broughton est battu par Jack Slack après une décennie de domination sans partage sur la discipline. Broughton se signale également en rédigeant un règlement (1743).

### XIXesiècle
- 1874 :
  - (Golf) : Mungo Park remporte l'Open britannique à Musselburgh Links[1].
- 1875 :
  - (Football) : à Glasgow (Hampden Park), finale de la 2e édition de la Coupe d'Écosse : Queen's Park s'impose 3-0 face à Renton devant 7 000 spectateurs.
- 1880 :
  - (Football) : finale de la 9e FA Challenge Cup (54 inscrits). Clapham Rovers 1, Oxford University 0 devant 6 000 spectateurs au Kennington Oval.
- 1886 :
  - (Football/Coupe d'Angleterre) : finale de la 15e FA Challenge Cup. Blackburn Rovers bat West Bromwich Albion 2-0 devant 12 000 spectateurs au Kennington Oval.
  - (Football/British Home Championship) : à Glasgow (Hampden Park), l'Écosse s'impose 4-1 face au Pays de Galles devant 5 000 spectateurs. L'Écosse et l'Angleterre se partagent la victoire lors de la 3e édition du British Home Championship.

### XXesièclede1901à1950
- 1906 :
  - (Football) : Madrid FC remporte la Coupe d’Espagne.
- 1938 :
  - (Sport automobile) : Grand Prix de Pau.

### XXesièclede1951à2000
- 1966 :
  - (Hockey sur glace) : premier match de hockey diffusé aux États-Unis. Il s'agit d'un match des séries éliminatoires de 1966 entre les Red Wings de Détroit et les Black Hawks de Chicago (victoire 7 buts à 0 pour les Red Wings).
- 1994 :
  - (Cyclisme) : l’Ukrainien Andreï Tchmil s’impose dans le Paris-Roubaix.

### XXIesiècle
- 2007 :
  - (Football) : l’équipe de football anglaise de Manchester United s’impose en quarts de finale de Ligue des champions contre la formation italienne de l'AS Roma sur le score historique de 7 buts à 1.
- 2011 :
  - (Formule 1) : Grand Prix de Malaisie.
- 2016 :
  - (Compétition motocycliste /Endurance moto) : l'équipage français Grégory Leblanc, Matthieu Lagrive et Fabien Foret sur la Kawasaki N.11 remporte la 39e édition des 24 Heures Moto disputée sur le Circuit Bugatti du Mans. Ils devancent l'équipage composé du Britannique Gregg Black, du Belge Grégory Fastré et de l'Australien Alex Oudin, sur Suzuki.
  - (Curling /Championnat du monde) : les canadiens deviennent champion du monde de curling masculin 2016.
  - (Cyclisme sur route /Classique) : la 114e édition de l’Enfer du Nord aura été une longue course émaillée de chutes. Incrédule, en larmes, l'Australien Mathew Hayman (37 ans) décroche devant le Belge Tom Boonen et le Britannique Ian Stannard, lors de sa 15e participation, la plus grande victoire de sa carrière.
  - (Golf /Masters) : avec un score total de 283 (-5), le Britannique Danny Willett, au terme d'une journée riche en rebondissements, remporte le 80e Masters et devient le premier joueur anglais sacré à Augusta depuis Nick Faldo en 1996. À noter que Louis Oosthuizen signe un superbe trou. Le coup du Sud-Africain touche la balle de J.B Holmes, ce qui lui a fait changer de direction et permit de se diriger vers le trou[2].

## Naissances

### XIXesiècle
- 1858 :
  - Philip Tomalin, joueur de cricket puis dirigeant sportif anglo-français. Médaillé d'argent aux Jeux de Paris 1900. Président du Standard Athletic Club. († 12 février 1940).
- 1886 :
  - John Hayes, athlète de fond américain. Champion olympique du marathon aux Jeux de Londres 1908. († 25 août 1965).
- 1891 :
  - Frank Barson, footballeur anglais. (1 sélection en équipe nationale).  († 13 septembre 1968).

### XXesièclede1901à1950
- 1906 :
  - Steve Anderson, athlète de sprint américain. Médaillé d'argent du 110 m haies aux Jeux d'Amsterdam 1928. († 2 août 1988).
- 1910 :
  - Helenio Herrera, footballeur puis entraîneur argentin puis français. Vainqueur des Coupe des clubs champions 1964 et 1965. († 9 novembre 1997).
- 1911 :
  - Roger Claudel, joueur de rugby à XV et à XIII français. (2 sélections avec l'équipe de France de rugby à XV et 5 avec celle de rugby à XIII). († 8 décembre 1944).
- 1914 :
  - Paul Russo, pilote de courses automobile d'indyCar américain. († 13 février 1976).
- 1921 :
  - Chuck Connors, basketteur, joueur de baseball puis acteur américain. († 10 novembre 1992).
- 1922 :
  - Giuseppe Casari, footballeur italien. (6 sélections en équipe nationale). († 12 novembre 2013).
- 1923 :
  - Floyd Simmons, athlète d'épreuves combinées puis acteur américain. Médaillé de bronze du décathlon aux Jeux de Londres 1948 et aux Jeux d'Helsinki 1952. († 1er avril 2008).
- 1924 :
  - Eugène Abautret, footballeur français. († 22 août 1996).
- 1929 :
  - Mike Hawthorn, pilote de F1 et de courses automobile d'endurance britannique. Champion du monde de Formule 1 1958. (3 victoires en Grand Prix). Vainqueur des 24 Heures du Mans 1955. († 22 janvier 1959).
- 1930 :
  - Jackie Mudie, footballeur puis entraîneur écossais. (17 sélections en équipe nationale). († 2 mars 1992).
- 1934 :
  - Carel Godin de Beaufort, pilote de F1 et de courses automobile d'endurance néerlandais. († 2 août 1964).
- 1938 :
  - Don Meredith, joueur de foot U.S. puis acteur américain. († 5 décembre 2010).
- 1942 :
  - Ian Callaghan, footballeur anglais. Champion du monde de football 1966. Vainqueur des Coupe UEFA 1973 et 1976 puis des Coupe des clubs champions 1977 et 1978. (4 sélections en équipe nationale).
- 1949 :
  - Daniel Mangeas, commentateur de courses cycliste français.

### XXesièclede1951à2000
- 1952 :
  - Hugo Broos, footballeur puis entraîneur belge. Vainqueur des Coupe d'Europe des vainqueurs de coupe 1976 et 1978, et de la Coupe UEFA 1983. (24 sélections en équipe nationale).
- 1953 :
  - Søren Busk, footballeur danois. (61 sélections en équipe nationale).
  - David Moorcroft, athlète de fond et de demi-fond britannique. Détenteur du Record du monde du 5 000 mètres du 7 juillet 1982 au 22 juillet 1985.
- 1954 :
  - Jouko Törmänen, sauteur à ski finlandais. Champion olympique en grand tremplin aux Jeux de Lake Placid 1980. († 3 janvier 2015).
- 1955 :
  - Michel Neugarten, pilote de courses automobile d'endurance belge.
- 1956 :
  - Billy Costello, boxeur américain. Champion du monde poids super-légers de boxe WBC de 1984 à 1985. († 29 juin 2011).
- 1961 :
  - Rudy Dhaenens, cycliste sur route belge. Champion du monde de cyclisme de la course en ligne 1990. († 6 avril 1998).
- 1962 :
  - Susan Leo, joueuse de tennis australienne.
- 1963 :
  - Juan Angelillo, joueur de rugby à XV argentin. (20 sélections en équipe nationale).
- 1964 :
  - Manon Bollegraf, joueuse de tennis néerlandaise.
- 1967 :
  - Donald Dufresne, hockeyeur sur glace puis consultant TV canadien.
- 1970 :
  - Enrico Ciccone, hockeyeur sur glace canadien.
  - Leonard Doroftei, boxeur roumain. Médaillé de bronze des -63,5 kg aux Jeux de Barcelone 1992 puis médaillé de bronze des -60 kg aux Jeux d'Atlanta 1996. Champion du monde poids légers de boxe WBA de 2002 à 2004.
  - Harald Wapenaar, footballeur néerlandais.
- 1971 :
  - Didier Casadeï, joueur de rugby à XV puis entraîneur français. Vainqueur du Grand Chelem 1997. (3 sélections en Équipe de France).
  - Nana Miyagi, joueuse de tennis japonaise.
- 1972 :
  - Mario Stanić, footballeur yougoslave puis croate. Vainqueur de la Coupe UEFA 1999. (2 sélections avec l'Équipe de Yougoslavie de football et 49 avec l'Équipe de Croatie de football).
- 1973 :
  - Roberto Carlos, footballeur puis entraîneur brésilien. Champion du monde de football 2002. Vainqueur de la Copa América 1997 et 1999, des Ligue des champions 1998, 2000 et 2002. (125 sélections en équipe nationale).
  - Tony Vairelles, footballeur français. (8 sélections en équipe de France).
- 1974 :
  - Tom Brewster, curleur écossais. Médaillé d'argent aux Jeux de Sotchi 2014
- 1975 :
  - Malin Baryard-Johnsson, cavalière de sauts d'obstacles suédoise. Médaillée d'argent par équipe aux Jeux d'Athènes 2004.
  - Tino Boos, hockeyeur sur glace allemand. (92 sélections en équipe nationale).
  - Matthew Phillips, joueur de rugby à XV néo-zélandaisitalien. (14 sélections pour l'équipe d'Italie).
- 1976 :
  - Sara Renner, fondeuse canadienne. Médaillée d'argent du sprint par équipe aux Jeux de Turin 2006.
  - John van Lottum, joueur de tennis néerlandais.
- 1977 :
  - John Roe, joueur de rugby à XV australien. (19 sélections en équipe nationale).
- 1978 :
  - Johan Gallon, footballeur français.
- 1980 :
  - Sean Avery, hockeyeur sur glace canadien.
  - Gro Hammerseng, handballeuse norvégienne. Championne olympique aux Jeux de Sydney 2008. Championne d'Europe de handball 2004, 2006 et 2010. Vainqueur de la Coupe d'Europe des vainqueurs de coupe 2004 puis de la Ligue des champions 2011. (167 sélections en équipe nationale).
  - Aleksandr Ieriomenko, hockeyeur sur glace russe. Champion du monde de hockey sur glace 2008 et 2009.
  - Kasey Kahne, pilote de courses automobile de NASCAR américain.
  - Andy Ram, joueur de tennis israélien.
  - Cédric Rosalen, joueur de rugby à XV français. (2 sélections en équipe de France).
- 1981 :
  - Gretchen Bleiler, snowboardeuse américaine. Médaillée d'argent en hal-fpipe aux Jeux de Turin 2006.
  - Daouda Jabi, footballeur guinéen. (25 sélections en équipe nationale).
  - Joël Parkinson, surfeur australien.
- 1982 :
  - Sami Driss, basketteur franco-tunisien.
  - Andre Ethier, joueur de baseball américain.
  - Damian Lanza, footballeur équatorien. (5 sélections en équipe nationale).
  - Michaela Uhrová, basketteuse tchèque. Championne d'Europe de basket-ball féminin 2005. (5 sélections en équipe nationale).
- 1983 :
  - Fumiyuki Beppu, cycliste sur route japonais.
  - Bobby Dixon, basketteur américano-turc.
- 1984 :
  - Alemão, footballeur brésilien. († 8 juillet 2007).
  - Abdelaziz Kamara, footballeur franco-mauritanien. (7 sélections avec l'équipe de Mauritanie).
  - Damien Perquis, footballeur franco-polonais. (14 sélection avec l'équipe de Pologne).
  - Gonzalo Javier Rodríguez, footballeur argentin. (7 sélections en équipe nationale).
- 1985 :
  - Wang Meng, patineuse de vitesse chinoise. Championne olympique du 500 m, médaillée d'argent du 1 000 m et médaillée de bronze du 1 500 m aux Jeux de Turin 2006 puis championne olympique du 500 m, du 1 000 m et du 1 500 m aux Jeux de Vancouver 2010. Championne du monde de patinage de vitesse sur piste courte à 17 reprises.
  - Dion Phaneuf, hockeyeur sur glace canadien. Champion du monde de hockey sur glace 2007.
- 1986 :
  - Paul Albaladejo, joueur de rugby à XV et de rugby à sept puis entraîneur français. Sélectionneur de l'Équipe de France de rugby à sept féminin depuis 2017.
  - Fernando Gago, footballeur argentin. Champion olympique aux Jeux de Pékin 2008. (62 sélections en équipe nationale).
  - Corey Kluber, joueur de baseball américain.
  - Vincent Kompany, footballeur belge. (73 sélections en équipe nationale).
- 1988 :
  - Chris Heston, joueur de baseball américain.
  - Pilar Bakam Tzuche, haltérophile camerounaise.
  - Eunice Sum, athlète de demi-fond kényanne.
- 1989 :
  - Jenny Alm, handballeuse suédoise. (108 sélections en équipe nationale).
  - Thomas Heurtel, basketteur français. Médaillé de bronze au championnat du monde de basket-ball 2014. Champion d'Europe de basket-ball 2013. (71 sélections en équipe de France).
  - Alvin Tehau, footballeur franco-tahitien. Champion d'Océanie de football 2012.
  - Lorenzo Tehau, footballeur franco-tahitien. Champion d'Océanie de football 2012.
- 1990 :
  - Sarah Iversen, handballeuse danoise. (8 sélections en équipe nationale).
- 1991 :
  - Yves Lampaert, cycliste sur route belge. Champion du monde de cyclisme sur route du contre la montre par équipes 2016.
- 1992 :
  - Michelle-Lee Ahye, athlète de sprint trinidadienne.
  - Andriy Hovorov, nageur ukrainien. Champion d'Europe de natation du 50 m papillon 2016.
  - Sadio Mané, footballeur sénégalais. Champion d'Afrique des nations de football 2021. Vainqueur de la Ligue des champions 2019. (104 sélections en équipe nationale).
  - Atila Turan, footballeur turc. (2 sélections en équipe nationale).
- 1993 :
  - Rune Dahmke, handballeur allemand. Médaillé d'argent aux Jeux de Paris 2024. Champion d'Europe masculin de handball 2016. Vainqueur de la Coupe de l'EHF 2019 et de la Ligue des champions 2020. (75 sélections en équipe nationale).
- 1994 :
  - Coralie Bertrand, joueuse de rugby à XV et à sept française. Médaillée d'argent aux Jeux de Tokyo 2020. (3 sélections avec l'équipe de France de rugby à XV et 32 avec celle de rugby à sept).
  - Nerlens Noel, basketteur américain.
- 1995 :
  - Oliver Bjorkstrand, hockeyeur sur glace américano-danois.
  - Sory Kaba, footballeur guinéen. (6 sélections en équipe nationale).
  - Warren Racine, basketteur français.
- 1996 :
  - Noam Baumann, footballeur dominicain.
  - Stéphen Boyer, volleyeur français. Champion olympique aux Jeux de Tokyo 2020. (77 sélections en équipe de France).
  - Pauline Bremer, footballeuse allemande. Victorieuse des Ligue des champions féminine 2016 et 2017. (21 sélections en équipe nationale).
  - Lassana Coulibaly, footballeur malien. (37 sélections en équipe nationale).
  - Thanasi Kokkinakis, joueur de tennis australien.
  - Cristina Laslo, handballeuse roumaine. (79 sélections en équipe nationale).
  - Denis Vavro, footballeur slovaque.
  - Elias Ymer, joueur de tennis suédois.
- 1997 :
  - Yumi Kajihara, cycliste sur piste japonaise. Championne d'Asie de cyclisme sur piste du scratch 2016, de l'omnium et de la course aux points 2017 puis de la poursuite par équipes, de l'américaine et de l'omnium 2018.
- 1998 :
  - Pep Chavarría, footballeur espagnol.
- 2000 :
  - Gustaf Lagerbielke, footballeur suédois.

### XXIesiècle
- 2001 :
  - Lukáš Červ, footballeur tchèque.
- 2002 :
  - Abdoulaye Ndiaye, footballeur sénégalais. (1 sélection en équipe du Sénégal).
- 2004 :
  - Ismaël Gharbi, footballeur franco-espagnol.

## Décès

### XXesièclede1901à1950
- 1927 :
  - Young Corbett II, 46 ans, boxeur américain. Champion du monde des poids plumes de 1901 à 1903. (° 4 octobre 1880).
- 1937 :
  - Kenelm Lee Guinness, 49 ans, pilote de course automobile britannique. (° 14 août 1887).
- 1952 :
  - Erik Larsen, 24 ans, rameur danois. Médaillé de bronze en quatre de pointe avec barreur aux Jeux olympiques de 1948. (° 20 février 1928).
- 1964 :
  - Randolph Galloway, 67 ans, footballeur puis entraîneur anglais. (° 22 décembre 1896).

### XXesièclede1951à2000
- 1969 :
  - John Bannerman, 67 ans, joueur de rugby écossais. Vainqueur du Grand Chelem 1925 puis des tournois des cinq nations 1927 et 1929. (37 sélections en équipe nationale). (° 1er septembre 1901).
- 1988 :
  - Shigeo Sugiura, 70 ans, nageur japonais. Champion olympique du relais 4 × 200 m nage libre aux Jeux d'été de Berlin en 1936. (° 10 mai 1917).

### XXIesiècle
- 2008 :
  - Georges Houel, 94 ans, pilote de vitesse moto et de courses automobile français. (° 5 juillet 1913).
- 2011 :
  - Ernest Vaast, 88 ans, footballeur français. (15 sélections en équipe nationale). (° 28 octobre 1922).
- 2015 :
  - Richie Benaud, 84 ans, joueur de cricket australien. (° 6 octobre 1930).
  - Ray Treacy, 68 ans, footballeur puis entraîneur irlandais. (42 sélections en équipe nationale). (° 18 juin 1946).
- 2016 :
  - Henryk Średnicki, 61 ans, boxeur polonais. Champion du monde des poids mouches en 1978 et champion d'Europe des poids mi-mouches en 1977 et des poids mouches en 1979. (° 17 janvier 1955).
- 2017 :
  - Larry Sharpe, 65 ans, catcheur professionnel américain. (° 26 juin 1951).
- 2018 :
  - John Lambie, 77 ans, footballeur puis entraîneur écossais. (° 19 mars 1941).
  - Fergie McCormick, 78 ans, joueur de rugby à XV néo-zélandais. (44 sélections en équipe nationale). (° 24 avril 1939).
- 2019 :
  - Roger Paris, 90 ans, céiste français. Champion du monde du C-2 slalom par équipes en 1949 et du C-2 slalom en 1951. (° 1929).
- 2020 :
  - Pete Retzlaff, 88 ans, joueur américain de football américain. (° 21 août 1931).
  - Tom Webster, 71 ans, joueur puis entraîneur de hockey sur glace canadien. (° 4 octobre 1948).
- 2024 :
  - O. J. Simpson, joueur américain de football américain américain. (° 9 juillet 1947).